# Дендропарк «Студентський»
Дендропа́рк «Студе́нтський»  — парк-пам'ятка садово-паркового мистецтва місцевого значення в Україні. Об'єкт природно-заповідного фонду Одеської області. 
Розташований на території міста Одеса, вул. Шишкіна, 46б. 
Площа — 7,6 га. Статус отриманий у 1984 році. Перебуває у віданні: Технікум нафто-газової промисловості. 